# لويس لوروا
لويس لوروا (بالإنجليزية: Louis Leroy) هو لاعب كرة قاعدة أمريكي، ولد في 18 فبراير 1879 في أومرو في الولايات المتحدة، وتوفي في 10 أكتوبر 1944 في شاوانو في الولايات المتحدة.

## وصلات خارجية
- لويس لوروا على موقعبيزبول رفرنس.كوم (الدوري الرئيسي) (الإنجليزية)
- لويس لوروا على موقع جمعية أبحاث البيسبول الأمريكية (الإنجليزية)